# Zvenečnost
Zvenečnost je lastnost glasu, dosežena s tresenjem glasilk. V slovenskem knjižnem jeziku so zveneči vsi samoglasniki in zvočniki (samo v ima nezvenečo različico, tj. [ʍ]) ter nezvočniki b d g dž z ž.